# Anelaphus spurcus
Anelaphus spurcus är en skalbaggsart som först beskrevs av Leconte 1854.  Anelaphus spurcus ingår i släktet Anelaphus och familjen långhorningar. Inga underarter finns listade i Catalogue of Life.